# 涼本あきほ
涼本 あきほ（すずもと あきほ、10月16日）は、日本の女性声優。ヴィムス所属。東京都出身。

## 経歴
『艦隊これくしょん -艦これ-』を知り、「声優って1つの作品の中で何役も演じられるんだ！楽しそう！」と思い、声優を目指した。
日本ナレーション演技研究所卒業。
2017年、アプリゲーム『ブレイブソード×ブレイズソウル』のキャラクターボイスオーディションで1,101名の応募の中から合格し、ΦΦΦ（アウトオブオーダー）役を演じている。
2023年5月にマリン・エンタテインメントによって結成された声優ユニット「Alice Eyez」（アリス アイズ）のメンバー。

## 人物
- 仲の良い声優は峯田茉優[1]、永井真里子[10]。
- 本気!アニラブの第11期の女性パーソナリティによるユニット・せぞん[メンバー 1]のメンバーである[11]
- 趣味は音フェチ動画を見ること、特技はイラスト、オーバーハンドパス、円周率70桁の暗唱、セクシーな表情を挙げている[4][12]。
- ミニチュアダックスのすばるを飼っている[6]。
- 好きなアニメは『艦隊これくしょん -艦これ-』、『こばと。』、『えむえむっ!』、『パンティ&ストッキングwithガーターベルト』、『名探偵コナン』、『おかしなガムボール』[12]。
- 好きなアニソンアーティストはCHiCO with HoneyWorks、supercell[12]。モーニング娘。も好きである[6]。
- 好きな食べ物はピザ、寿司、サーターアンダギー、生ハム、苦手な食べ物は生野菜[12]。
- 長所には雨に好かれていることと身長を挙げており、短所には暑さ・寒さに弱い点を挙げている[12]。
- 自分を動物に例えるとすっぽんだと語っている[12]。
- 3姉妹の長女である[13]。
- 自身の話題をつぶやく際のハッシュタグとして「#あきほかんしよう」を推奨している。

## 出演
太字はメインキャラクター。

### テレビアニメ
2018年
- グランクレスト戦記（イリナ）
- ダメプリ ANIME CARAVAN（街の人B）
- ゾイドワイルド（子供たち）

2019年
- Re:ステージ! ドリームデイズ♪（生徒会会計）
- ライフル・イズ・ビューティフル（2019年 - 2020年、貝島沙由）

2020年
- 無能なナナ（生徒）

2021年
- 終末のハーレム（2021年 - 2022年、女医、女子、看護師、女研究員）

2023年
- 老後に備えて異世界で8万枚の金貨を貯めます（カルラ）
- 彼女が公爵邸に行った理由
- 夢見る男子は現実主義者（夏川愛華）
- ホリミヤ -piece-（女子生徒A）

2024年
- アイドルマスター シャイニーカラーズ（有栖川夏葉） - 2シリーズ
- ひみつのアイプリ（2024年 - 2025年、天羽かおる） - 2シリーズ
- THE NEW GATE（ミリー）

2025年
- 戦隊大失格（山吹茜）

### 劇場アニメ
- 映画 ヒーリングっど♥プリキュア ゆめのまちでキュン!っとGoGo!大変身!!（2021年、街の人々）

### ゲーム
2017年
- テリア・サーガ（ユリ）
- ブレイブソード×ブレイズソウル（ΦΦΦ〈アウトオブオーダー〉、ウンディーネ、かまいたち）

2018年
- ぎゃる☆がん2（一般女子）
- アイドルマスター シャイニーカラーズ（2018年 - 2024年、有栖川夏葉）
- 白猫プロジェクト（エクレッタ）
- 編隊少女（ヘンリエッテ・スルピアネク）

2019年
- 黒騎士と白の魔王（イシュタル、白虎）
- ブラウンダスト（リデル、ユーニス）
- 荒野のコトブキ飛行隊 大空のテイクオフガールズ!（カラン）
- マギアレコード 魔法少女まどか☆マギカ外伝（2019年 - 2023年、紅晴結菜）

2021年
- モンスターストライク（2021年 - 2022年、フランクリン、アネモネ）
- ブルーアーカイブ -Blue Archive-（2021年 - 2023年、鷲見セリナ）
- アイドルマスター ポップリンクス（有栖川夏葉）

2022年
- クローバーシアター（ヒロ）

2023年
- キュービックスターズ（2023年 - 2024年、フランクリン）
- マブラヴ：ディメンションズ（イーニァ・シェスチナ）
- アイドルマスター シャイニーカラーズ Song for Prism（2023年 - 2024年、有栖川夏葉）

2024年
- リバースブルー×リバースエンド（輝夜）
- カルドアンシェル（カナリア・ドラシル、ブルエ）

2025年
- 逆転オセロニア（ジニア）
- Dolls Nest（シュオル）
- まじかる☆クリっと依久乃ちゃん（陽向依久乃）

### 吹き替え

#### ドラマ
2024年
- ラブ・イズ・ブラインド 〜外見なんて関係ない?!〜 シーズン7 #8、#11

### ドラマCD
- 蒼き雷霆 ガンヴォルト 爪 楽園狂騒曲（2017年、オルガ[4][48]）
- ブルーアーカイブ ドラマCD「舞台袖のかくしごと 〜キヴォトス晄輪大祭〜」（2022年、鷲見セリナ）

### デジタルコミック
- 廃バスに住む（2022年、雨森はづき[49]）

### 朗読劇
- 朗読劇「若きウェルテルの悩み」（2024年5月2日、TOKYO FM HALL）[50]
- 朗読劇「ネコたん！〜猫町怪異奇譚〜」（2024年5月11日、あうるすぽっと）[51]
- 江戸川乱歩 名作朗読劇「少年探偵団」（2024年9月8日、紀伊國屋サザンシアター TAKASHIMAYA） - 明智文代 役 他[52][53]

### 舞台
- LIAR GAME murder mystery『爆発廃工場 〜犯人の挑戦状〜』『首切りホテル 〜最後の夜宴〜』（2024年6月12日、飛行船シアター）[54]

### ラジオ
※はインターネット配信。
- 涼本あきほの本気！アニラブ（2017年 - 2018年、超!A&G+※）[55]
- アイドルマスター シャイニーカラーズ はばたきラジオステーション（2018年 - 、ASOBI CHANNEL※） - 週替わりパーソナリティ
- TVアニメ『夢見る男子は現実主義者』夢見る?現実放送部!（2023年7月3日 - 10月2日、インターネットラジオステーション音泉※） - 宮瀬尚也と担当[56]
- 佐伯伊織･涼本あきほの｢だまされたと思って聞いてみな！｣（2024年 - 、音泉※）- 全4回配信後、継続が決定。第5回から隔週配信[57][58][59]

### テレビ番組
- Gヘルスケア （2025年、TBSテレビ） - 水曜日レギュラー

### ネット配信番組
- 涼本あきほ・永井真里子の「しぇあはうしゅ」（2020年 - 、ニコニコ生放送・YouTube Live）
- 涼本あきほ･幸村恵理の綺麗なバラにはトゲがある（2021年 - 、ニコニコ生放送）[60]
  - 涼本あきほの綺麗なエリカにトゲはない（2021年 - 、ニコニコ生放送・YouTube Live）[61]
- 丸岡和佳奈のごめんあそばせ涼本さん（2021年5月26日 -  7月7日、ニコニコ生放送、YouTube Live）[62]ゲストパーソナリティ ※全4回配信
- 涼本あきほの「き」が抜けない！（2021年 - 2024年、OPENREC.tv）[63]

### 映像商品
- 「THE IDOLM@STER SHINY COLORS 1stLIVE FLY TO THE SHINY SKY」Blu-ray（2019年）[64]
- バンダイナムコエンターテインメントフェスティバル 2days LIVE Blu-ray（2020年）[65]
- 「THE IDOLM@STER SHINY COLORS MUSIC DAWN」Blu-ray（2021年）[66]
- 「THE IDOLM@STER SHINY COLORS 2ndLIVE STEP INTO THE SUNSET SKY」Blu-ray（2021年）[67]
- 「THE IDOLM@STER SHINY COLORS 3rdLIVE TOUR PIECE ON PLANET / NAGOYA / TOKYO / FUKUOKA」Blu-ray（2022年）[68]  [69]  [70]
- 「THE IDOLM@STER SHINY COLORS 4thLIVE 空は澄み、今を越えて。」Blu-ray（2022年）[71]
- バンダイナムコエンターテインメントフェスティバル 2nd 2days LIVE Blu-ray（2023年）[72]
- THE IDOLM@STER M@STERS OF IDOL WORLD!!!!! 2023 Blu-ray PERFECT BOX!!!!!（2023年）[73]
- 「THE IDOLM@STER SHINY COLORS 5thLIVE If I_wings.」Blu-ray（2023年）[74]
- 283PRODUCTION SOLO PERFORMANCE LIVE「我儘なまま」Blu-ray（2024年）[75]
- THE IDOLM@STER SHINY COLORS 5.5th Anniversary LIVE「星が見上げた空」Blu-ray（2024年）[76]
- 「異次元フェス アイドルマスター★♥ラブライブ！歌合戦」Blu-ray（2024年）[77]

### その他コンテンツ
- LINEスタンプ『アイドルマスター シャイニーカラーズ』（2019年 - 2020年、有栖川夏葉） - 2作品
- 絵本読み聞かせアプリ「みいみ」（2023年）[78]
- 穴原温泉吉川屋『かむろみプロジェクト』（2023年、美湯[79]）
- オーディオブック『invert II 覗き窓の死角』（2023年[80]、奥谷陽葵[81]）

## ディスコグラフィ

### キャラクターソング
| 発売日   | 商品名                                                                               | 歌                                                                                           | 楽曲 | 備考                                                                             |
| 2018年   | 2018年                                                                               | 2018年                                                                                       | 2018年 | 2018年                                                                           |
| -------- | ------------------------------------------------------------------------------------ | -------------------------------------------------------------------------------------------- | --- | -------------------------------------------------------------------------------- |
| 6月6日   | THE IDOLM@STER SHINY COLORS BRILLI@NT WING 01 Spread the Wings!!                     | シャイニーカラーズ                                                                           | 「Spread the Wings!!」 「Multicolored Sky」 | ゲーム『アイドルマスター シャイニーカラーズ』テーマソング                        |
| 9月5日   | THE IDOLM@STER SHINY COLORS BRILLI@NT WING 04 夢咲きAfter school                     | 放課後クライマックスガールズ                                                                 | 「夢咲きAfter school」 「太陽キッス」 「Spread the Wings!!」 | ゲーム『アイドルマスター シャイニーカラーズ』関連曲                              |
| 12月19日 | THE IDOLM@STER SHINY COLORS SE@SONAL WINTER                                          | シャイニーカラーズ                                                                           | 「SNOW FLAKES MEMORIES」 「Let's get a chance」 | ゲーム『アイドルマスター シャイニーカラーズ』関連曲                              |
| 2019年   |                                                                                      |                                                                                              | |                                                                                  |
| 3月9日   | THE IDOLM@STER SHINY COLORS SOLO COLLECTION -1stLIVE FLY TO THE SHINY SKY-           | 有栖川夏葉（涼本あきほ）                                                                     | 「夢咲きAfter school」 | ゲーム『アイドルマスター シャイニーカラーズ』関連曲                              |
| 4月10日  | THE IDOLM@STER SHINY COLORS FR@GMENT WING 01                                         | シャイニーカラーズ                                                                           | 「Ambitious Eve」 「いつか Shiny Days」 | ゲーム『アイドルマスター シャイニーカラーズ』関連曲                              |
| 7月10日  | THE IDOLM@STER SHINY COLORS FR@GMENT WING 04                                         | 放課後クライマックスガールズ                                                                 | 「ビーチブレイバー」 「よりみちサンセット」 「Ambitious Eve」 | ゲーム『アイドルマスター シャイニーカラーズ』関連曲                              |
| 8月18日  | THE IDOLM@STER SHINY COLORS SOLO COLLECTION -SUMMER PARTY 2019-                      | 有栖川夏葉（涼本あきほ）                                                                     | 「太陽キッス」 | ゲーム『アイドルマスター シャイニーカラーズ』関連曲                              |
| 12月18日 | THE IDOLM@STER SHINY COLORS FUTURITY SMILE                                           | シャイニーカラーズ                                                                           | 「FUTURITY SMILE」 「Spread the Wings!!」 | ゲーム『アイドルマスター シャイニーカラーズ』関連曲                              |
| 2020年   |                                                                                      |                                                                                              | |                                                                                  |
| 2月12日  | THE IDOLM@STER SHINY COLORS SWEET♡STEP                                               | シャイニーカラーズ                                                                           | 「SWEET♡STEP」 「Multicolored Sky」 | ゲーム『アイドルマスター シャイニーカラーズ』関連曲                              |
| 3月21日  | THE IDOLM@STER SHINY COLORS SOLO COLLECTION -SPRING PARTY 2020-                      | 有栖川夏葉（涼本あきほ）                                                                     | 「ビーチブレイバー」 | ゲーム『アイドルマスター シャイニーカラーズ』関連曲                              |
| 4月8日   | THE IDOLM@STER SHINY COLORS GR@DATE WING 01                                          | シャイニーカラーズ                                                                           | 「シャイノグラフィ」 「Dye the sky.」 | ゲーム『アイドルマスター シャイニーカラーズ』関連曲                              |
| 7月29日  | THE IDOLM@STER SHINY COLORS SOLO COLLECTION -2ndLIVE STEP INTO THE SUNSET SKY-       | 有栖川夏葉（涼本あきほ）                                                                     | 「よりみちサンセット」 | ゲーム『アイドルマスター シャイニーカラーズ』関連曲                              |
| 10月31日 | THE IDOLM@STER SHINY COLORS SOLO COLLECTION -MUSIC DAWN-                             | 有栖川夏葉（涼本あきほ）                                                                     | 「SNOW FLAKES MEMORIES」 | ゲーム『アイドルマスター シャイニーカラーズ』関連曲                              |
| 11月18日 | THE IDOLM@STER SHINY COLORS GR@DATE WING 04                                          | 放課後クライマックスガールズ                                                                 | 「五ツ座流星群」 「学祭革命夜明け前」 「シャイノグラフィ」 | ゲーム『アイドルマスター シャイニーカラーズ』関連曲                              |
| 12月23日 | 荒野のコトブキ飛行隊 大空のテイクオフガールズ！ チームソングミニアルバム             | 怪盗団アカツキ                                                                               | 「華麗なる予告状」 | ゲーム『荒野のコトブキ飛行隊 大空のテイクオフガールズ！』関連曲                  |
| 2021年   |                                                                                      |                                                                                              | |                                                                                  |
| 3月10日  | THE IDOLM@STER SHINY COLORS COLORFUL FE@THERS -Sol-                                  | 有栖川夏葉（涼本あきほ）                                                                     | 「Damascus Cocktail」 | ゲーム『アイドルマスター シャイニーカラーズ』関連曲                              |
| 3月10日  | THE IDOLM@STER SHINY COLORS COLORFUL FE@THERS -Sol-                                  | Team.Sol                                                                                     | 「SOLAR WAY」 | ゲーム『アイドルマスター シャイニーカラーズ』関連曲                              |
| 4月14日  | THE IDOLM@STER SHINY COLORS L@YERED WING 01                                          | シャイニーカラーズ                                                                           | 「Resonance⁺」 「Color Days」 | ゲーム『アイドルマスター シャイニーカラーズ』関連曲                              |
| 4月24日  | THE IDOLM@STER SHINY COLORS SOLO COLLECTION -3rdLIVE TOUR PIECE ON PLANET / TOKYO-   | 有栖川夏葉（涼本あきほ）                                                                     | 「五ツ座流星群」 | ゲーム『アイドルマスター シャイニーカラーズ』関連曲                              |
| 5月29日  | THE IDOLM@STER SHINY COLORS SOLO COLLECTION -3rdLIVE TOUR PIECE ON PLANET / FUKUOKA- | 有栖川夏葉（涼本あきほ）                                                                     | 「学祭革命夜明け前」 | ゲーム『アイドルマスター シャイニーカラーズ』関連曲                              |
| 7月14日  | THE IDOLM@STER SHINY COLORS L@YERED WING 04                                          | 放課後クライマックスガールズ                                                                 | 「クライマックスアイランド」 「拝啓タイムカプセル」 「Resonance⁺」 | ゲーム『アイドルマスター シャイニーカラーズ』関連曲                              |
| 8月4日   | VOY@GER                                                                              | THE IDOLM@STER FIVE STARS!!!                                                                 | 「VOY@GER」 | 「アイドルマスターシリーズ」イメージソング                                       |
| 8月4日   | VOY@GER シャイニーカラーズ盤                                                         | シャイニーカラーズ                                                                           | 「VOY@GER」 | 「アイドルマスターシリーズ」イメージソング                                       |
| 8月4日   | VOY@GER シャイニーカラーズ盤                                                         | 有栖川夏葉（涼本あきほ）                                                                     | 「VOY@GER」 | 「アイドルマスターシリーズ」イメージソング                                       |
| 8月25日  | 「マギアレコード魔法少女まどか☆マギカ外伝」Music Collection 2                        | Promised Blood                                                                               | 「Bulimia」 | ゲーム『マギアレコード 魔法少女まどか☆マギカ外伝』関連曲                         |
| 2022年   |                                                                                      |                                                                                              | |                                                                                  |
| 2月14日  | THE IDOLM@STER SHINY COLORS SOLO COLLECTION -L@YERED WING part 1-                    | 有栖川夏葉（涼本あきほ）                                                                     | 「クライマックスアイランド」 | ゲーム『アイドルマスター シャイニーカラーズ』関連曲                              |
| 2月14日  | THE IDOLM@STER SHINY COLORS SOLO COLLECTION -L@YERED WING part 2-                    | 有栖川夏葉（涼本あきほ）                                                                     | 「拝啓タイムカプセル」 | ゲーム『アイドルマスター シャイニーカラーズ』関連曲                              |
| 4月13日  | THE IDOLM@STER SHINY COLORS PANOR@MA WING 01                                         | シャイニーカラーズ                                                                           | 「虹の行方」 「Daybreak Age」 | ゲーム『アイドルマスター シャイニーカラーズ』関連曲                              |
| 4月23日  | THE IDOLM@STER SHINY COLORS Synthe-Side 02                                           | 放課後クライマックスガールズ、ノクチル                                                       | 「相合学舎」 | ゲーム『アイドルマスター シャイニーカラーズ』関連曲                              |
| 4月23日  | THE IDOLM@STER SHINY COLORS Synthe-Side 02                                           | 有栖川夏葉（涼本あきほ）                                                                     | 「相合学舎」 | ゲーム『アイドルマスター シャイニーカラーズ』関連曲                              |
| 7月13日  | THE IDOLM@STER SHINY COLORS PANOR@MA WING 04                                         | 放課後クライマックスガールズ                                                                 | 「一閃は君が導く」 「キャットスクワッド」 「虹の行方」 | ゲーム『アイドルマスター シャイニーカラーズ』関連曲                              |
| 10月12日 | ブルーアーカイブ ドラマCD「舞台袖のかくしごと 〜キヴォトス晄輪大祭〜」               | ヒナ（広橋涼）、セナ（大西沙織）、セリナ（涼本あきほ）                                       | 「LA LA RUN!」 | ゲーム『ブルーアーカイブ -Blue Archive-』関連曲                                  |
| 2023年   |                                                                                      |                                                                                              | |                                                                                  |
| 1月18日  | THE IDOLM@STER SHINY COLORS WING COLLECTION -A side-                                 | シャイニーカラーズ                                                                           | 「Spread the Wings!! -25 colors-」 「Ambitious Eve -25 colors-」 「シャイノグラフィ -25 colors-」 「Resonance⁺ -25 colors-」 「SNOW FLAKES MEMORIES -25 colors-」 「FUTURITY SMILE -25 colors-」 | ゲーム『アイドルマスター シャイニーカラーズ』関連曲                              |
| 2月8日   | THE IDOLM@STER SHINY COLORS WING COLLECTION -B side-                                 | シャイニーカラーズ                                                                           | 「Multicolored Sky -25 colors-」 「いつか Shiny Days -25 colors-」 「Dye the sky. -25 colors-」 「Color Days -25 colors-」 「Let's get a chance -25 colors-」 「SWEET♡STEP -25 colors-」         | ゲーム『アイドルマスター シャイニーカラーズ』関連曲                              |
| 2月11日  | THE IDOLM@STER SHINY COLORS SOLO COLLECTION -M@STERS OF IDOL WORLD!!!!! 2023-        | 有栖川夏葉（涼本あきほ）                                                                     | 「Let’s get a chance」 | ゲーム『アイドルマスター シャイニーカラーズ』関連曲                              |
| 3月18日  | THE IDOLM@STER SHINY COLORS SOLO COLLECTION -5thLIVE If I_wings. part1-              | 有栖川夏葉（涼本あきほ）                                                                     | 「一閃は君が導く」 | ゲーム『アイドルマスター シャイニーカラーズ』関連曲                              |
| 3月18日  | THE IDOLM@STER SHINY COLORS SOLO COLLECTION -5thLIVE If I_wings. part2-              | 有栖川夏葉（涼本あきほ）                                                                     | 「キャットスクワッド」 | ゲーム『アイドルマスター シャイニーカラーズ』関連曲                              |
| 6月14日  | THE IDOLM@STER SHINY COLORS “CANVAS” 03                                              | 放課後クライマックスガールズ                                                                 | 「ハナサカサイサイ」 「全力アンサー」 「ひめくりモザイク」 | ゲーム『アイドルマスター シャイニーカラーズ』関連曲                              |
| 7月22日  | THE IDOLM@STER SHINY COLORS SOLO COLLECTION -SOLO PERFORMANCE LIVE 我儘なまま Sol-   | 有栖川夏葉（涼本あきほ）                                                                     | 「SOLAR WAY」 | ゲーム『アイドルマスター シャイニーカラーズ』関連曲                              |
| 8月2日   | #夢は短し恋せよ乙女                                                                  | 夏川愛華（涼本あきほ）                                                                       | 「#夢は短し恋せよ乙女」 | テレビアニメ『夢見る男子は現実主義者』エンディングテーマ                         |
| 10月18日 | THE IDOLM@STER SHINY COLORS Song for Prism 星の声                                    | シャイニーカラーズ                                                                           | 「星の声」 | ゲーム『アイドルマスター シャイニーカラーズ Song for Prism』テーマソング         |
| 2024年   |                                                                                      |                                                                                              | |                                                                                  |
| 1月24日  | THE IDOLM@STER SHINY COLORS Song for Prism 裸足じゃイラレナイ / 明日もBeautiful Day  | 放課後クライマックスガールズ                                                                 | 「裸足じゃイラレナイ」 | ゲーム『アイドルマスター シャイニーカラーズ Song for Prism』関連曲               |
| 3月2日   | THE IDOLM@STER SHINY COLORS SOLO COLLECTION -6thLIVE TOUR Come and Unite! part1-     | 有栖川夏葉（涼本あきほ）                                                                     | 「ハナサカサイサイ」 | ゲーム『アイドルマスター シャイニーカラーズ』関連曲                              |
| 3月2日   | THE IDOLM@STER SHINY COLORS SOLO COLLECTION -6thLIVE TOUR Come and Unite! part2-     | 有栖川夏葉（涼本あきほ）                                                                     | 「全力アンサー」 | ゲーム『アイドルマスター シャイニーカラーズ』関連曲                              |
| 3月2日   | THE IDOLM@STER SHINY COLORS SOLO COLLECTION -6thLIVE TOUR Come and Unite! part3-     | 有栖川夏葉（涼本あきほ）                                                                     | 「ひめくりモザイク」 | ゲーム『アイドルマスター シャイニーカラーズ』関連曲                              |
| 4月10日  | THE IDOLM@STER SHINY COLORS ツバサグラビティ                                         | シャイニーカラーズ                                                                           | 「ツバサグラビティ」 | テレビアニメ『アイドルマスター シャイニーカラーズ』オープニングテーマ            |
| 4月10日  | THE IDOLM@STER SHINY COLORS ツバサグラビティ                                         | 放課後クライマックスガールズ                                                                 | 「ツバサグラビティ」 | テレビアニメ『アイドルマスター シャイニーカラーズ』関連曲                        |
| 7月10日  | THE IDOLM@STER SHINY COLORS ECHOES 03                                                | 放課後クライマックスガールズ                                                                 | 「放課後マギア」 「パーティーマジックデザイナー」 「Migratory Echoes」 | ゲーム『アイドルマスター シャイニーカラーズ』関連曲                              |
| 7月27日  | THE IDOLM@STER SHINY COLORS LIVE FUN!! -Beyond the Blue sky part1-                   | 有栖川夏葉（涼本あきほ）                                                                     | 「ツバサグラビティ」 | テレビアニメ『アイドルマスター シャイニーカラーズ』関連曲                        |
| 10月9日  | THE IDOLM@STER SHINY COLORS プリズムフレア                                           | シャイニーカラーズ                                                                           | 「プリズムフレア」 | テレビアニメ『アイドルマスター シャイニーカラーズ 2nd season』オープニングテーマ |
| 10月9日  | THE IDOLM@STER SHINY COLORS プリズムフレア                                           | 放課後クライマックスガールズ                                                                 | 「プリズムフレア」 | テレビアニメ『アイドルマスター シャイニーカラーズ 2nd season』関連曲             |
| 10月24日 | カルドアンシェル パッケージ限定版付属サウンドトラックCD                              | カナリア・ドラシル（涼本あきほ）                                                             | 慈しむ翠は集いて | ゲーム『カルドアンシェル』関連曲                                                 |
| 10月30日 | THE IDOLM@STER SHINY COLORS Happy Surprise Trick!                                    | 風野灯織（近藤玲奈）、月岡恋鐘（礒部花凜）、有栖川夏葉（涼本あきほ）、芹沢あさひ（田中有紀） | 「OPEN the New world」 | テレビアニメ『アイドルマスター シャイニーカラーズ 2nd season』関連曲             |
| 10月30日 | THE IDOLM@STER SHINY COLORS Happy Surprise Trick!                                    | シャイニーカラーズ                                                                           | 「Poison Berry Daughters」 | テレビアニメ『アイドルマスター シャイニーカラーズ 2nd season』関連曲             |
| 12月25日 | THE IDOLM@STER SHINY COLORS Over the prism                                           | 放課後クライマックスガールズ                                                                 | 「さあ舞い上がれ」 | テレビアニメ『アイドルマスター シャイニーカラーズ 2nd season』関連曲             |
| 12月25日 | THE IDOLM@STER SHINY COLORS Over the prism                                           | シャイニーカラーズ                                                                           | 「プリズムフレア -23 colors-」 | テレビアニメ『アイドルマスター シャイニーカラーズ 2nd season』関連曲             |
| 2025年   |                                                                                      |                                                                                              | |                                                                                  |
| 1月29日  | THE IDOLM@STER SHINY COLORS Song for Prism Shower of light / 快盗Vを見逃すな         | 放課後クライマックスガールズ                                                                 | 「快盗Vを見逃すな」 | ゲーム『アイドルマスター シャイニーカラーズ Song for Prism』関連曲               |

### その他参加楽曲
| 発売日         | 商品名                                           | 歌                                                       | 楽曲                         | 備考                                                         |
| -------------- | ------------------------------------------------ | -------------------------------------------------------- | ---------------------------- | ------------------------------------------------------------ |
| 2017年11月19日 | 君のオモいっ伝えたいっ!!                         | せぞん                                                   | 「君のオモいっ伝えたいっ!!」 | ラジオ『本気！アニラブ』オープニングテーマ                   |
| 2022年12月5日  | 283PRODUCTION UNIT LIVE SETSUNA BEAT ORIGINAL CD | 河野ひより、白石晴香、永井真里子、丸岡和佳奈、涼本あきほ | 「ハピリリ」                 | ライブイベント『283PRODUCTION UNIT LIVE SETSUNA BEAT』関連曲 |
| 2022年12月5日  | 283PRODUCTION UNIT LIVE SETSUNA BEAT ORIGINAL CD | 土屋李央、和久井優、永井真里子、涼本あきほ               | 「Wandering Dream Chaser」   | ライブイベント『283PRODUCTION UNIT LIVE SETSUNA BEAT』関連曲 |
| 2022年12月5日  | 283PRODUCTION UNIT LIVE SETSUNA BEAT ORIGINAL CD | 芝崎典子、河野ひより、涼本あきほ、丸岡和佳奈、黒木ほの香 | 「今しかない瞬間を」         | ライブイベント『283PRODUCTION UNIT LIVE SETSUNA BEAT』関連曲 |

## 出版

### 雑誌
- コミック百合姫 8月号 コラム「オフレコ×ガールズトーク」（2023年6月16日、一迅社）[82]

### シリーズ一覧
1. ↑  1st season（2024年）、2nd season（2024年）
2. ↑  第1期（2024年 - 2025年）、第2期『リング編』（2025年）

### ユニットメンバー
1. 1 2  草本夏明、涼本あきほ、峯田茉優
2. 1 2  櫻木真乃（関根瞳）、風野灯織（近藤玲奈）、八宮めぐる（峯田茉優）、月岡恋鐘（礒部花凜）、田中摩美々（菅沼千紗）、白瀬咲耶（八巻アンナ）、三峰結華（成海瑠奈）、幽谷霧子（結名美月）、小宮果穂（河野ひより）、園田智代子（白石晴香）、西城樹里（永井真里子）、杜野凛世（丸岡和佳奈）、有栖川夏葉（涼本あきほ）、大崎甘奈（黒木ほの香）、大崎甜花（前川涼子）、桑山千雪（芝崎典子）
3. 1 2 3 4 5 6 7 8 9 10 11 12 13  小宮果穂（河野ひより）、園田智代子（白石晴香）、西城樹里（永井真里子）、杜野凛世（丸岡和佳奈）、有栖川夏葉（涼本あきほ）
4. 1 2 3  櫻木真乃（関根瞳）、風野灯織（近藤玲奈）、八宮めぐる（峯田茉優）、月岡恋鐘（礒部花凜）、田中摩美々（菅沼千紗）、白瀬咲耶（八巻アンナ）、三峰結華（成海瑠奈）、幽谷霧子（結名美月）、小宮果穂（河野ひより）、園田智代子（白石晴香）、西城樹里（永井真里子）、杜野凛世（丸岡和佳奈）、有栖川夏葉（涼本あきほ）、大崎甘奈（黒木ほの香）、大崎甜花（前川涼子）、桑山千雪（芝崎典子）、芹沢あさひ（田中有紀）、黛冬優子（幸村恵理）、和泉愛依（北原沙弥香）
5. ↑  櫻木真乃（関根瞳）、風野灯織（近藤玲奈）、八宮めぐる（峯田茉優）、月岡恋鐘（礒部花凜）、田中摩美々（菅沼千紗）、白瀬咲耶（八巻アンナ）、三峰結華（成海瑠奈）、幽谷霧子（結名美月）、小宮果穂（河野ひより）、園田智代子（白石晴香）、西城樹里（永井真里子）、杜野凛世（丸岡和佳奈）、有栖川夏葉（涼本あきほ）、大崎甘奈（黒木ほの香）、大崎甜花（前川涼子）、桑山千雪（芝崎典子）、芹沢あさひ（田中有紀）、黛冬優子（幸村恵理）、和泉愛依（北原沙弥香）、浅倉透（和久井優）、樋口円香（土屋李央）、福丸小糸（田嶌紗蘭）、市川雛菜（岡咲美保）
6. ↑  ロイグ（高橋未奈美）、モア（関根瞳）、レンジ（藤原夏海）、リガル（大西沙織）、ベッグ（赤尾ひかる）、カラン（涼本あきほ）
7. ↑  八宮めぐる（峯田茉優）、白瀬咲耶（八巻アンナ）、西城樹里（永井真里子）、有栖川夏葉（涼本あきほ）、桑山千雪（芝崎典子）、黛冬優子（幸村恵理）、浅倉透（和久井優）、市川雛菜（岡咲美保）
8. ↑  櫻木真乃（関根瞳）、風野灯織（近藤玲奈）、八宮めぐる（峯田茉優）、月岡恋鐘（礒部花凜）、田中摩美々（菅沼千紗）、白瀬咲耶（八巻アンナ）、三峰結華（成海瑠奈）、幽谷霧子（結名美月）、小宮果穂（河野ひより）、園田智代子（白石晴香）、西城樹里（永井真里子）、杜野凛世（丸岡和佳奈）、有栖川夏葉（涼本あきほ）、大崎甘奈（黒木ほの香）、大崎甜花（前川涼子）、桑山千雪（芝崎典子）、芹沢あさひ（田中有紀）、黛冬優子（幸村恵理）、和泉愛依（北原沙弥香）、浅倉透（和久井優）、樋口円香（土屋李央）、福丸小糸（田嶌紗蘭）、市川雛菜（岡咲美保）、七草にちか（紫月杏朱彩）、緋田美琴（山根綺）
9. ↑  天海春香（中村繪里子）、菊地真（平田宏美）、四条貴音（原由実）、塩見周子（ルゥティン）、新田美波（洲崎綾）、久川颯（長江里加）、高坂海美（上田麗奈）、白石紬（南早紀）、望月杏奈（夏川椎菜）、鷹城恭二（梅原裕一郎）、黒野玄武（深町寿成）、古論クリス（駒田航）、有栖川夏葉（涼本あきほ）、黛冬優子（幸村恵理）、浅倉透（和久井優）
10. ↑  有栖川夏葉（涼本あきほ）、黛冬優子（幸村恵理）、浅倉透（和久井優）
11. ↑  紅晴結菜（涼本あきほ）、大庭樹里（松本花雪）、笠音アオ（天野聡美）、煌里ひかる（和泉風花）
12. 1 2 3  櫻木真乃（関根瞳）、風野灯織（近藤玲奈）、八宮めぐる（峯田茉優）、月岡恋鐘（礒部花凜）、田中摩美々（菅沼千紗）、白瀬咲耶（八巻アンナ）、三峰結華（希水しお）、幽谷霧子（結名美月）、小宮果穂（河野ひより）、園田智代子（白石晴香）、西城樹里（永井真里子）、杜野凛世（丸岡和佳奈）、有栖川夏葉（涼本あきほ）、大崎甘奈（黒木ほの香）、大崎甜花（前川涼子）、桑山千雪（芝崎典子）、芹沢あさひ（田中有紀）、黛冬優子（幸村恵理）、和泉愛依（北原沙弥香）、浅倉透（和久井優）、樋口円香（土屋李央）、福丸小糸（田嶌紗蘭）、市川雛菜（岡咲美保）、七草にちか（紫月杏朱彩）、緋田美琴（山根綺）
13. ↑  浅倉透（和久井優）、樋口円香（土屋李央）、福丸小糸（田嶌紗蘭）、市川雛菜（岡咲美保）
14. ↑  櫻木真乃（関根瞳）、風野灯織（近藤玲奈）、八宮めぐる（峯田茉優）、月岡恋鐘（礒部花凜）、田中摩美々（菅沼千紗）、白瀬咲耶（八巻アンナ）、三峰結華（希水しお）、幽谷霧子（結名美月）、小宮果穂（河野ひより）、園田智代子（白石晴香）、西城樹里（永井真里子）、杜野凛世（丸岡和佳奈）、有栖川夏葉（涼本あきほ）、大崎甘奈（黒木ほの香）、大崎甜花（前川涼子）、桑山千雪（芝崎典子）、芹沢あさひ（田中有紀）、黛冬優子（幸村恵理）、和泉愛依（北原沙弥香）、浅倉透（和久井優）、樋口円香（土屋李央）、福丸小糸（田嶌紗蘭）、市川雛菜（岡咲美保）、七草にちか（紫月杏朱彩）、緋田美琴（山根綺）、斑鳩ルカ（川口莉奈）、鈴木羽那（三川華月）、郁田はるき（小澤麗那）
15. ↑  櫻木真乃（関根瞳）、風野灯織（近藤玲奈）、八宮めぐる（峯田茉優）、月岡恋鐘（礒部花凜）、田中摩美々（菅沼千紗）、白瀬咲耶（八巻アンナ）、三峰結華（希水しお）、幽谷霧子（結名美月）、小宮果穂（河野ひより）、園田智代子（白石晴香）、西城樹里（永井真里子）、杜野凛世（丸岡和佳奈）、有栖川夏葉（涼本あきほ）、大崎甘奈（黒木ほの香）、大崎甜花（前川涼子）、桑山千雪（芝崎典子）
16. 1 2  櫻木真乃（関根瞳）、風野灯織（近藤玲奈）、八宮めぐる（峯田茉優）、月岡恋鐘（礒部花凜）、田中摩美々（菅沼千紗）、白瀬咲耶（八巻アンナ）、三峰結華（希水しお）、幽谷霧子（結名美月）、小宮果穂（河野ひより）、園田智代子（白石晴香）、西城樹里（永井真里子）、杜野凛世（丸岡和佳奈）、有栖川夏葉（涼本あきほ）、大崎甘奈（黒木ほの香）、大崎甜花（前川涼子）、桑山千雪（芝崎典子）、芹沢あさひ（田中有紀）、黛冬優子（幸村恵理）、和泉愛依（北原沙弥香）
17. ↑  櫻木真乃（関根瞳）、風野灯織（近藤玲奈）、八宮めぐる（峯田茉優）、月岡恋鐘（礒部花凜）、田中摩美々（菅沼千紗）、白瀬咲耶（八巻アンナ）、三峰結華（希水しお）、幽谷霧子（結名美月）、小宮果穂（河野ひより）、園田智代子（白石晴香）、西城樹里（永井真里子）、杜野凛世（丸岡和佳奈）、有栖川夏葉（涼本あきほ）、大崎甘奈（黒木ほの香）、大崎甜花（前川涼子）、桑山千雪（芝崎典子）、芹沢あさひ（田中有紀）、黛冬優子（幸村恵理）、和泉愛依（北原沙弥香）、浅倉透（和久井優）、樋口円香（土屋李央）、福丸小糸（田嶌紗蘭）、市川雛菜（岡咲美保）